# Rasual Butler
Pour les articles homonymes, voir Butler.
Rasual Butler, né le 23 mai 1979 à Philadelphie (Pennsylvanie) et mort le 31 janvier 2018 à Los Angeles (Californie), est un joueur américain de basket-ball évoluant aux postes d'arrière et d'ailier.

## Biographie

### Carrière
Après une carrière à l'université La Salle, Rasual Butler est choisi en 52e position lors de la draft 2002 de la NBA par le Heat de Miami. Après trois saisons, il est échangé aux Hornets de La Nouvelle-Orléans.
Au cours de la saison NBA 2007-2008 (toujours avec les Hornets de La Nouvelle-Orléans), il joue en moyenne 17 minutes, marque 4,9 points et saisit 2 rebonds.
Le 12 août 2009, il est échangé aux Clippers de Los Angeles. En juillet 2010, il rempile pour une saison aux Clippers. Après deux bonnes saisons dans la Cité des anges où il inscrit 12 points de moyenne, il perd du temps de jeu au début de la saison 2010-2011 et quitte le club au printemps pour rejoindre officiellement le 3 mars 2011 les Bulls de Chicago avec qui il termine la saison 2010-2011.
Le 10 décembre 2011, il s'engage avec les Raptors de Toronto en tant qu'agent libre avant que ceux-ci ne coupe son contrat le 23 mars 2012.
Durant l'été 2012, il effectue un essai chez les Mavericks de Dallas.
Durant l'été 2013, il est invité au training camp des Pacers de l'Indiana.

### Mort
Le 31 janvier 2018, Rasual Butler et sa petite-amie la chanteuse Leah LaBelle, trouvent la mort dans un accident de voiture à Los Angeles après que Butler ait perdu le contrôle de son véhicule.

## Style de jeu
Son tir extérieur est considéré comme sa plus grande force.

## Clubs successifs
- 2002-2005 :  Heat de Miami (NBA)
- 2005-2009 :  Hornets de La Nouvelle-Orléans (NBA)
- 2009-2010 :  Clippers de Los Angeles (NBA)
- 2010-2011 : 
  -  Clippers de Los Angeles (NBA)
  -  Bulls de Chicago (NBA)
- 2011-2012 :  Raptors de Toronto (NBA)
- 2012-2013 :  66ers de Tulsa (D-League)
- 2013-2014 :  Pacers de l'Indiana (NBA)
- 2014-2015 :  Wizards de Washington (NBA)
- 2015-2016 :  Spurs de San Antonio (NBA)

## Records sur une rencontre en NBA
Les records personnels de Rasual Butler en NBA sont les suivants, :
| Type de statistique        | Saison régulière | Saison régulière          | Saison régulière | Playoffs | Playoffs             | Playoffs      |
| Type de statistique        | Record           | Adversaire                | Date             | Record   | Adversaire           | Date          |
| -------------------------- | ---------------- | ------------------------- | ---------------- | -------- | -------------------- | ------------- |
| Points                     | 33               | 2 fois                    | 2 fois           | 17       | Nuggets de Denver    | 25 avril 2009 |
| Paniers marqués            | 12               | 5 fois                    | 5 fois           | 5        | 3 fois               | 3 fois        |
| Paniers tentés             | 24               | Bucks de Milwaukee        | 14 novembre 2004 | 11       | 2 fois               | 2 fois        |
| Paniers à 3 points réussis | 7                | 2 fois                    | 2 fois           | 4        | @ Nuggets de Denver  | 22 avril 2009 |
| Paniers à 3 points tentés  | 13               | @ Wizards de Washington   | 11 mars 2009     | 5        | 2 fois               | 2 fois        |
| Lancers francs réussis     | 8                | @ Hawks d'Atlanta         | 1er janvier 2003 | 4        | 2 fois               | 2 fois        |
| Lancers francs tentés      | 10               | @ Hawks d'Atlanta         | 1er janvier 2003 | 4        | 2 fois               | 2 fois        |
| Rebonds offensifs          | 4                | Trail Blazers de Portland | 15 février 2006  | 2        | @ Nuggets de Denver  | 29 avril 2009 |
| Rebonds défensifs          | 9                | 2 fois                    | 2 fois           | 4        | 3 fois               | 3 fois        |
| Rebonds totaux             | 11               | 2 fois                    | 2 fois           | 5        | Nuggets de Denver    | 25 avril 2009 |
| Passes décisives           | 6                | 2 fois                    | 2 fois           | 2        | @ Pistons de Détroit | 4 juin 2005   |
| Interceptions              | 4                | Nuggets de Denver         | 29 décembre 2006 | 1        | 4 fois               | 4 fois        |
| Contres                    | 4                | @ 76ers de Philadelphie   | 23 janvier 2007  | 1        | 6 fois               | 6 fois        |
| Balles perdues             | 5                | @ Jazz de l'Utah          | 25 février 2006  | 3        | @ Nuggets de Denver  | 29 avril 2009 |
| Minutes jouées             | 52               | Bucks de Milwaukee        | 14 novembre 2004 | 41       | @ Pistons de Détroit | 4 juin 2005   |

- Double-double : 4
- Triple-double : 0

## Vie en dehors du basket
En 2005, Rasual a joué dans le clip de Trina Here We Go. En 2012, il joue son propre rôle dans le film Think Like a Man de Tim Story.